# Eric Rutanga
Eric Rutanga (ur. 3 listopada 1992 w Kigali) – rwandyjski piłkarz grający na pozycji lewego obrońcy. Od 2020 roku jest zawodnikiem klubu Police FC.

## Kariera klubowa
Swoją karierę piłkarską Rutanga rozpoczął w klubie APR FC. W sezonie 2013/2014 zadebiutował w jego barwach w pierwszej lidze rwandyjskiej. Grał w nim do 2017 roku. Wraz z nim wywalczył trzy mistrzostwa kraju w sezonach 2013/2014, 2014/2015 i 2015/2016 oraz zdobył dwa Puchary Rwandy w latach 2014 i 2017. W latach 2017-2020 występował w Rayon Sports FC. W sezonie 2018/2019 został z nim mistrzem, a w sezonie 2019/2020 - wicemistrzem Rwandy. W 2020 roku przeszedł do Police FC. W sezonie 2023/2024 sięgnął z nim po krajowy puchar.

## Kariera reprezentacyjna
W reprezentacji Rwandy Rutanga zadebiutował 6 czerwca 2015 w zremisowanym 0:0 towarzyskim meczu z Kenią, rozegranym w Kigali.